# Penney de Jager
Wilhelmina Maria (Penney/Penny) de Jager (Utrecht, 2 januari 1948) is een Nederlandse danseres, choreografe en zangeres.

## Levensloop
Na haar opleiding op de Scapino Balletacademie werd De Jager aangenomen door Het Nationale Ballet. Bekend in heel Nederland werd zij echter vanwege haar dans en choreografie voor AVRO's Toppop (1970-1985). Zij richtte het Penney de Jager Ballet op en leidde een showdansschool (in de Kargadoor in Utrecht). In december 1975 danste De Jager in de Gemeentegrot in het Zuid-Limburgse Valkenburg aan de Geul in een voor het popprogramma opgenomen videoclip van de plaat Quiero van de Spaanse zanger Julio Iglesias. Ook verzorgde ze de 
ochtendgymnastiek in de Havermoutshow bij Tom Mulder.
De Jager was getrouwd met toetsenist Rick van der Linden.
De Jager woonde jaren in de Verenigde Staten, waar zij onder andere de choreografie voor verschillende reclamespotjes en videoclips verzorgde. Sinds 2008 woont zij weer in Nederland, waar zij werkt aan verschillende dans- en aerobicsprojecten.
In 2014 ontving ze de onderscheiding ridder in de Orde van Oranje-Nassau voor haar inzet voor ouderen en de dans in Nederland.